# Dichagyris nigrescens
Dichagyris nigrescens är en fjärilsart som beskrevs av Kitt 1925. Dichagyris nigrescens ingår i släktet Dichagyris och familjen nattflyn. Inga underarter finns listade i Catalogue of Life.